# Marco Falagiani
Marco Falagiani (Firenze, 7 agosto 1956) è un compositore, paroliere, arrangiatore produttore artistico italiano fra i più noti della musica italiana.
Nel corso della sua carriera ha scritto successi nazionali e internazionali. Ha scritto insieme a Giancarlo Bigazzi la colonna sonora del film Mediterraneo, per il quale ha ottenuto una nomination al David di Donatello. La pellicola ha vinto il premio Oscar per il miglior film straniero nel 1992.
I principali successi: Non amarmi 1ª classificata Sezione Novità al Festival di Sanremo 1992 (No Me Ames Jennifer Lopez e Marc Anthony, nel 1999 in versione spagnola ha venduto 8.000.000 di copie), Gli uomini non cambiano 2ª classificata Sezione Campioni al Festival di Sanremo 1992, Passerà 1ª classificata nella Sezione Campioni al Festival di Sanremo 1994 (nel 2004 la canzone è inclusa nell'album Il Divo dal gruppo musicale Il Divo e ha venduto 3.000.000).

## Biografia
Inizia a studiare pianoforte a 6 anni. A 13 anni comincia a suonare in varie formazioni toscane di pop e dance music. Inizia a scrivere le sue prime canzoni. 
A metà degli anni settanta svolge l'attività di arrangiatore-turnista per il chitarrista e tecnico del suono Roberto Rosati (Bob Rose), e successivamente per il musicista Piero Barbetti in un importante studio fiorentino, dove si realizzano jingles pubblicitari (Amaro Averna, Fiat, Pooh jeans ecc.).
Nel 1978-79 a 22 anni partecipa al tour di Claudio Baglioni E tu come stai? come tastierista. Nel 1982, insieme alla cantante Laura Landi apre un proprio studio di registrazione e inizia a realizzare Jingles pubblicitari come Giochi Preziosi, Linea GiG e altri.
Nel 1980 sempre come tastierista inizia una lunga tournée con Fred Bongusto.
Nel 1982 viene chiamato da Enzo Ghinazzi in arte Pupo per formare come capo orchestra una nuova band. 
Con l'artista collabora diversi anni e nel 1988 scrive, arrangia e realizza un album dal titolo Quello che sono.
Nel 1988 abbandona la Facoltà di Medicina per dedicarsi esclusivamente alla musica.
Nel 1989 fa l'incontro più importante della sua carriera: conosce Giancarlo Bigazzi che lo incarica di arrangiare e realizzare il primo disco di Marco Masini, contenente la canzone Disperato che vincerà fra le nuove proposte il Festival di Sanremo 1990 e il premio della critica.
Comincia così un rapporto di amicizia e collaborazione con il maestro che lo porta l’anno successivo ad arrangiare, realizzare e dirigere al Festival di Sanremo 1991 il brano di Umberto Tozzi Gli altri siamo noi. Si occupa anche dell’arrangiamento e della direzione d’orchestra dello stesso brano in versione inglese per Howard Jones, cantante straniero abbinato a Tozzi. Contemporaneamente lavora anche ad una compilation dello stesso artista intitolata Le mie canzoni dove riarrangia alcuni brani storici come Donna amante mia e Io camminerò. Il disco è stato riproposto in Francia nel 2002 e ha venduto più di 2.000.000 di copie.
In questo periodo come Direttore Musicale forma un nuovo gruppo per Tozzi dove partecipa anche come pianista, un tour che durerà due anni. Sempre nel 1990 si occupa anche degli arrangiamenti e della realizzazione di due colonne sonore scritte da Giancarlo Bigazzi per i film:Volevo i pantaloni di Maurizio Ponzi e Ragazzi fuori di Marco Risi per il quale ricerca nuove sonorità nell’area magrebina e più particolarmente nel Raï.
Nel 1991 cura gli arrangiamenti e la realizzazione della colonna sonora scritta da Giancarlo Bigazzi del film Un piede in paradiso (1991) con Bud Spencer. Regia di E.B. Clucher.
Nel 1992 scrive con Aleandro Baldi e Giancarlo Bigazzi la canzone Non amarmi della quale cura anche l'arrangiamento e che, interpretata in duetto con Francesca Alotta, vince il Festival di Sanremo nella sezione "Novità". La canzone è rientrata nella classifica dei singoli più venduti in Italia il 29 febbraio 1992, ed è rimasta nella Top Ten per 12 settimane. La versione spagnola (adattamento del testo di Ignacio Ballesteros) è stata inserita nell'album di debutto della cantante Jennifer Lopez On the 6 nel 1999. Ha raggiunto la 1ª posizione in America Latina e, inoltre, ha ricevuto una nomination ai Latin Grammy Award come "miglior performance di un gruppo o duo". Ha raggiunto la posizione n°5 nella classifica della Billboard 200. 
Con Aleandro e Giancarlo scrive molte altre canzoni dell'album, del quale cura tutti gli arrangiamenti. Per Baldi e la Alotta, inoltre, come Direttore Musicale, forma un gruppo per il "live" e cura la realizzazione del tour. Sempre in quel periodo si occupa dell'arrangiamento "live" della canzone Il sole per Aleandro che vince il Cantagiro. Per Mia Martini, che partecipa anch'essa alla manifestazione, riarrangia i brani Minuetto e Piccolo uomo. Al festival di quell'anno arrangia e dirige l'orchestra per Fausto Leali che interpreta la canzone Perché di Aleandro Baldi. Dirige anche l'esecuzione del brano La mia preghiera di Enzo Ghinazzi (Pupo).
Sempre nel 1992 scrive con Giancarlo Bigazzi e Giuseppe Dati, il brano Gli uomini non cambiano interpretato da Mia Martini, che si classifica al secondo posto nella sezione "Big" del Festival di Sanremo. Suoi anche l’arrangiamento e la direzione d'orchestra. All'interno dell'album Lacrime arrangia anche i brani Versilia, Lacrime e Uomini farfalla. Nello stesso anno seguirà la Martini all'Eurovision Song Contest, arrangiando e dirigendo il brano Rapsodia scritto da Giancarlo Bigazzi e Giuseppe Dati, che si classifica al 4º posto. Nello stesso anno si occuperà come Direttore Musicale del tour dell'artista.
In questi mesi scrive con Bigazzi la colonna sonora del film Mediterraneo di Gabriele Salvatores e ne cura gli arrangiamenti, proponendo un suono per l’epoca innovativo, fatto di ricerca nell’area etnico mediterranea con l’uso di antichi strumenti. La colonna sonora sarà premiata con il Globo d’Oro, mentre il film vincerà poi il premio Oscar per il miglior film straniero.
Nel 1993 scrive arrangia e dirige, insieme a Giancarlo Bigazzi e Giuseppe Dati, il brano di Francesca Alotta Un anno di noi che parteciperà al Festival di Sanremo dello stesso anno. Sempre in questa edizione della manifestazione dirige anche: Dik Dik, Camaleonti e Maurizio Vandelli dell'Equipe 84 in trio, con la canzone Come passa il tempo di Giancarlo Bigazzi- Riccardo Del Turco, e Alessandro Canino con la canzone Tu tu tu di Giuseppe Dati. In questo anno partecipa al nuovo tour di Marco Masini come pianista e tastierista.
L'anno successivo scrive con Aleandro Baldi e Giancarlo Bigazzi la canzone Passerà che vince il Festival di Sanremo 1994. Suoi anche l’arrangiamento e la direzione d’orchestra. Si occupa di arrangiare l'album dal titolo Ti chiedo onestà.
Nello stesso anno realizza come autore e arrangiatore l’album di Marco Masini Il cielo della vergine che verrà pubblicato nel 1995.
Nel 1996 partecipa ancora al Festival di Sanremo con Aleandro Baldi, arrangiando e dirigendo l’orchestra con la canzone Soli al bar. Dello stesso artista arrangia e realizza l'album Tu sei me scrivendo con Giancarlo Bigazzi la canzone Vai di nostalgia. 
Nello stesso anno arrangia e realizza il disco di Federico Salvatore Il mago di Azz e dirige l’orchestra sul palco dell'Ariston della canzone Sulla porta con la quale il comico partecipa al Festival di Sanremo. 
Sempre in questo periodo arrangia e realizza la colonna sonora del film Silenzio si nasce di Giovanni Veronesi scritta da Giancarlo Bigazzi. Si occupa, inoltre, degli arrangiamenti e della realizzazione del live musicale di Mia Martini dal titolo Per aspera ad astra (Mia Martini).
Per Marco Masini scrive insieme a Giancarlo Bigazzi L'amore sia con te, che darà il titolo a una compilation con i più grandi successi dell'artista.
Nel 1997 si occupa di arrangiare e realizzare il nuovo disco di Federico Salvatore Coiote interrotto. Nello stesso anno arrangia e realizza un concept album per Francesca Alotta dal titolo Buonanotte alla Luna, di cui è autore anche dell'omonimo singolo. Nello stesso periodo, avendo curato l'arrangiamento originale della canzone Ci vorrebbe il mare (brano musicale) (1990), segue Marco Masini in Inghilterra per la realizzazione di una nuova versione in duetto con Montserrat Caballé.
Nel 1998 con la cantante emergente Liliana Tamberi partecipa al Festival di Sanremo con le canzoni Beccati un no (1997 prima parte di Sanremo Nuove Proposte) e Un graffio in più, arrangiando e dirigendo l’orchestra. Nello stesso anno scrive con Giancarlo Bigazzi, Damiano Nincheri e Alessandro Battaglioli la canzone Lasciarsi per amore che Gianni Morandi presenterà al Festival di Sanremo 1999 come super ospite; canzone che sarà presente nell'album 30 volte Morandi che uscirà nello stesso anno.
Nel 1999 conosce Anna Oxa che dopo la vittoria a Sanremo dello stesso anno con Senza pietà lo incarica come Direttore Musicale di riarrangiare tutto il suo repertorio e di realizzare il suo nuovo concerto. Comincia così una collaborazione che durerà per più di 5 anni.
Nello stesso anno Jennifer Lopez in duo Marc Anthony incide nel suo primo disco la canzone Non amarmi (No Me Ames) in due versioni vendendo oltre 6 milioni di copie nel mondo.
Nel 2000 con Claudio Fiori partecipa ancora al Festival di Sanremo con la canzone Fai la tua vita arrangiando e dirigendo l’orchestra. Nei mesi successivi insieme a Giancarlo Bigazzi inizia a scrivere le canzoni per l'album dello stesso artista che uscirà successivamente.
Nel 2001 Anna Oxa partecipa come ospite fisso alla trasmissione di Giorgio Panariello Torno sabato e gli chiede di realizzare una serie di arrangiamenti del suo repertorio che rappresentino il suo mondo interiore fatto di contaminazioni multietniche mescolate al sound melodico italiano, qualcosa che riporti all’esperienza di Mediterraneo, ma con ampie sfumature tecno-pop. Dopo aver partecipato alla trasmissione, scriverà con Giorgio Panariello il brano La panchina e il New York Times (suo anche l'arrangiamento) per Anna Oxa che sarà il singolo all'interno di una nuova raccolta dal titolo "Collezione".
Nello stesso anno scrive per Laura Pausini la canzone Come si fa. Inoltre, scrive e arrangia per Marco Masini l’album Uscita di sicurezza.
Nel 2002 scrive Accidenti a te canzone in gara al Festival con Fiordaliso, ne cura l’arrangiamento e la direzione d’orchestra. Realizza così anche l’album dell’artista Risolutamente decisa.
Nello stesso anno scrive e arrangia per Aleandro Baldi la canzone I care sull’esperienza e sull’insegnamento di Don Lorenzo Milani, che sarà il singolo di un “The best” dell’artista con versioni inedite dei suoi successi dal titolo Il meglio e il nuovo. La canzone è stata presa come esempio di insegnamento in alcune scuole italiane.
Sempre in quell’anno scrive la canzone Il mio amico per Gianni Morandi che sarà commento sonoro anche in uno spot ministeriale per l’handicap e successivamente sarà premiata in Campidoglio. Il brano farà parte di un album intitolato L'amore ci cambia la vita. Nello stesso periodo arrangia e realizza tre brani per la cantante canadese IMA contenuti nel disco dall'omonimo titolo, mentre con Anna Oxa allestisce un altro tour come Direttore Musicale partecipandovi anche come pianista e tastierista. Inoltre, comincia a scrivere con Marco Carnesecchi le canzoni che saranno raccolte nell'album Ho un sogno di Anna Oxa in uscita l'anno successivo.
L'anno successivo come produttore artistico di Anna con la canzone Cambierò da lui scritta insieme a Marco Carnesecchi e Anna stessa, parteciperà al Festival di Sanremo 2003, in seguito al quale uscirà l'album Ho un sogno. Suoi anche l’arrangiamento e la direzione d’orchestra. La sua canzone Giovanni, interpretata sempre da Anna Oxa, vincerà quello stesso anno il Premio Lunezia. Successivamente riarrangerà tutti i brani del repertorio di Anna Oxa per il tour teatrale Concato - Oxa con il cantautore Fabio Concato e vi parteciperà anche come pianista, tastierista e organista.
Nel 2004 si dedica alla scrittura di tre canzoni per Gianni Morandi Cassius Clay, Quando non ci sarai e Tangenziale contenuti nell'album A chi si ama veramente. A dicembre dello stesso anno la boy band inglese di cantanti classici Il Divo incide Passerà, vendendo a tutt’oggi oltre 2 milioni di copie nel mondo. Sempre in questo anno si occupa come Direttore Musicale di realizzare il tour di Patty Pravo.
Nel 2005 la Don't Worry lo incarica di affiancare l'artista Fabrizio Moro come produttore artistico nella realizzazione di alcuni brani. Nel Festival di Sanremo di quell'anno dirigerà l'orchestra per Umberto Tozzi con la canzone Le mie parole.
Nel 2006 scrive, arrangia e realizza la colonna sonora del film Cover-boy diretto da Carmine Amoroso. La pellicola avrà molti riconoscimenti, fra i quali: il Premio Sergio Leone, il Festival Politico di Barcellona l'Est Film Festival e il Med Film Festival come miglior film. Inoltre, il film è stato presentato alla prima edizione del Festival Internazionale del Film di Roma 2006. 
Lo stesso anno compone, insieme a Giancarlo Bigazzi, Gaetano Curreri e Saverio Grandi, la canzone E mi alzo sui pedali per il film televisivo Il Pirata - Marco Pantani di Claudio Bonivento. La canzone sarà interpretata dagli Stadio e verrà inserita nell'album Parole nel vento. Inoltre, con Giancarlo Bigazzi comporrà anche la colonna sonora del film e si occuperà di arrangiarla e realizzarla. 
In questo periodo, Fabrizio Moro lo sceglie come produttore artistico nell'intento di realizzare un nuovo disco. Marco Falagiani accetta e chiede la collaborazione a Giancarlo Bigazzi nella veste di supervisore artistico del progetto. Così, scegliendo la canzone Pensa fra le ultime scritte da Fabrizio Moro, decide di sottoporlo all'attenzione di Pippo Baudo per l'eventuale partecipazione al Festival di Sanremo 2007. Il brano, ancora sotto forma di provino, susciterà l'entusiasmo di Pippo Baudo che lo inserirà nel cast.
Nel 2007 Fabrizio Moro vince il Festival di Sanremo nella categoria Giovani e per Marco Falagiani saliranno a quattro le vittorie nella kermesse canora: nel 1990 con Disperato Marco Masini come arrangiatore, nel 1992 con Non amarmi (Aleandro Baldi e Francesca Alotta) come autore e arrangiatore, nel 1994 con Passerà (Aleandro Baldi) come autore e arrangiatore e nel 2007 con Pensa Fabrizio Moro come produttore artistico e come discografico. La canzone vince anche il Premio della Critica del Festival della canzone italiana "Mia Martini". Della canzone verrà realizzato un video con la regia di Marco Risi e con la partecipazione dell'attore Francesco Benigno, di Rita Borsellino (sorella del magistrato Paolo Borsellino) e parte degli attori del film Mery per sempre (Francesco Benigno, Alessandra Di Sanzo, Salvatore Termini, Alfredo Li Bassi, ecc). Il video vince il Premio Roma Videoclip. L'album Pensa vincerà il Premio Lunezia e sarà certificato dalla FIMI come disco di platino. 
Nello stesso anno viene incaricato assieme a Giuseppe Dati di realizzare una serata in onore di Giancarlo Bigazzi all'interno della manifestazione Il Genio Fiorentino che si terrà successivamente a Palazzo Medici Riccardi. Gli verrà chiesto anche di scrivere il nuovo inno della manifestazione.
All'inizio del 2008 esce sulla rete Rai la mini serie televisiva L'Ultimo Padrino che racconta la storia di Bernardo Provenzano, con Michele Placido e la regia di Marco Risi, di cui Marco Falagiani e Giancarlo Bigazzi hanno composto la colonna sonora. Si occuperà anche degli arrangiamenti e della realizzazione.
Grazie alla vittoria nei giovani dell'anno precedente, Fabrizio Moro partecipa di diritto nella sezione Big al Festival di Sanremo 2008 con la canzone Eppure mi hai cambiato la vita scelta da Marco Falagiani. Si classifica al terzo posto e il video della canzone vince il Premio Roma Videoclip. All'interno della manifestazione, nella serata dei duetti, Fabrizio Moro si esibirà con Gaetano Curreri in una memorabile interpretazione. Contestualmente alla manifestazione esce l'album Domani prodotto sempre da Marco Falagiani che sarà certificato dalla FIMI disco d'oro per le oltre 40.000 copie vendute.
Al Festival di Sanremo 2009 Fabrizio Moro partecipa alla manifestazione come ospite di Fausto Leali nella serata dei duetti. Insieme canteranno la canzone Una piccola parte di te. Nei mesi successivi prosegue il lavoro con l'artista che ha come obiettivo la ricerca di sei nuovi brani per l'uscita di un nuovo EP dal titolo Barabba.
Nel 2010 presenta Fabrizio Moro per la terza volta al Festival di Sanremo con il brano Non è una canzone. Nell'occasione produrrà un album dal titolo Ancora Barabba in cui saranno presenti le canzoni di Barabba, sette inediti in studio e un brano dal vivo, fra i quali la canzone Quel fischio sopra la pianura con la musica di Gaetano Curreri e il testo del grande poeta Roberto Roversi.
Nel 2011 Anna Oxa, dopo l'esperienza di Proxima, lo invita ad una nuova collaborazione per allestire il suo prossimo tour. In questo periodo accompagnerà l'artista al pianoforte durante la sua esibizione alla trasmissione Rai I migliori anni. Nello stesso anno si dedicherà più frequentemente alla didattica musicale e comincerà a pensare alla realizzazione di un suo concerto dal titolo Quadri di Note che avrà l'obiettivo di ripercorrere con musica e immagini le tappe principali della sua carriera.
Sempre in questo anno il cantautore Franco Fasano lo incarica di creare una nuova versione di una sua memorabile canzone dal titolo Mi manchi (interpretata da Fausto Leali) da inserire nel suo album antologia fff Fortissimissimo. Il disco uscirà l'anno successivo. Il brano sarà quindi arrangiato e realizzato da Marco Falagiani, che suonerà anche il pianoforte, con l'apporto prezioso dei musicisti della ORT (Orchestra Regionale Toscana) diretti dal M° Filippo Martelli. Inoltre, all'interno di questo album arrangerà anche il brano La Luna che Franco Fasano aveva scritto per l'indimenticabile Mia Martini.
Nel 2012 affiancherà Anna Oxa sul palco per il suo nuovo tour dal titolo "I grandi successi in tour". Una lunga tournée che lo vedrà impegnato per tutto l'anno.
A febbraio del 2013, la domenica successiva alla finale del Festival di Sanremo, accompagna al pianoforte un'esibizione di Anna Oxa a L'Arena di Massimo Giletti. Successivamente con l'amico manager Enrico Rovelli si occupa di allestire il tour "History" dell'artista. Un concerto che ripercorrerà, attraverso gli arrangiamenti originali ma con nuove sonorità, i grandi successi dell'artista Anna Oxa. La tournée toccherà i teatri più importanti d'Italia, dal Teatro Bellini di Napoli al Teatro Sistina di Roma al Teatro Obihall di Firenze, al Teatro Colosseo di Torino e al Teatro Ariston di Sanremo.
Contemporaneamente si dedica all'arrangiamento dei brani che faranno parte del suo concerto Quadri di note, scegliendo i musicisti, raccogliendo ed ordinando materiale video (interviste, video clip, testimonianze), che saranno parte integrante dello spettacolo. Nell'estate del 2013, a seguito di una esibizione con Anna Oxa alla Fiera Internazionale dell'Economia del mare, riceverà un riconoscimento alla sua carriera.
Nel 2014 si dedicherà pienamente all'allestimento del concerto Quadri di Note che sarà presentato il 20 agosto 2014 nei giardini di Palazzo d'Avalos a Vasto riscuotendo un notevole successo di pubblico e di critica.
A marzo del 2015 prende parte, al Forte Belvedere di Firenze, a Ventum, una manifestazione dedicata alla storia di Giancarlo Bigazzi, attraverso un'esibizione con l'attore Marco Paoli dove eseguirà al pianoforte alcuni dei grandi successi del Maestro.
A maggio prende parte come giudice alle selezioni del Festival Show dove conosce il M° Diego Basso (Direttore d'Orchestra de Il Volo), che lo inviterà al concerto finale della sua scuola Art Voice Academy e gli renderà omaggio eseguendo con l'Orchestra Filarmonia Regionale Veneta i brani più significativi della sua carriera.
A luglio, presso il Teatro di Pietrasanta, sarà ospite di Aleandro Baldi e Marino Bartoletti durante un loro spettacolo che ripercorre la storia del cantante toscano. 
Il 13 luglio dello stesso anno è chiamato ad Alassio da Franco Fasano a partecipare a una serata dal titolo Quello che gli autori non dicono dedicata a lui e a Giancarlo Bigazzi. Sul palco eseguirà alcuni suoi successi cantati da lui stesso e dall'artista Valentina Galasso. Nell'occasione verrà invitato dal Sindaco della città ad apporre la sua firma sulla storica mattonella che sarà collocata sul famoso Muretto di Alassio assieme ad altre firme importanti come quelle di Ernest Hemingway, Louis Armstrong, Sergio Endrigo.
Nell'estate insieme all'amico musicista Sergio Mascagni progetta una serata in onore di Giancarlo Bigazzi dal titolo Gente di mare che si terrà in Piazza Cavour a Portoferraio (Isola d'Elba) il 17 agosto. In questa occasione si esibiranno cantanti emergenti che interpreteranno le canzoni del grande Maestro. Nella giuria sarà presente anche Gianna Bigazzi, a testimoniare personalmente la vicinanza e il sostegno della famiglia Bigazzi per i giovani artisti emergenti. 
Il 9 settembre sarà invitato ad aprire la finale del concorso Festival Show all'Arena di Verona, suonando i temi del film Mediterraneo accompagnato dall'Orchestra Filarmonia Regionale Veneta diretta dal maestro Diego Basso e dalla cantante Valentina Galasso. 
Dopo la bellissima esperienza all'Arena prenderà parte come ospite, con Valentina Galasso, a un concerto di beneficenza organizzato a Castelfranco Veneto dal M° Diego Basso, assieme ad altri importanti ospiti come Roby Facchinetti, Luisa Corna e Sonohra. 
Nel novembre del 2015, su idea del manager "Giorgio Vicini", realizza un concerto in trio dal titolo Falagiani canta Falagiani, accompagnato da Marcos Siqueira e Valentina Galasso, che avrà luogo a La fabbrica di lampadine di Milano, dove reinterpreterà come cantante i suoi brani più significativi nella forma iniziale in cui furono scritti, prima di essere interpretati e portati al successo dagli artisti.
Nel 2016 partendo da "Falagiani canta Falagiani" inizia a dedicarsi con l'amico musicista e fonico Marzio Benelli, alla realizzazione di un album basato sull'esperienza del concerto. Contemporaneamente si impegna sempre di più nella didattica musicale ideando un suo personale metodo sulla composizione delle canzoni, e riprendendo a questo proposito la scrittura di un libro interrotta da qualche tempo. 
A giugno viene invitato ad esibirsi con il suo spettacolo Quadri di Note alla tappa del Giro d'Italia di Greve in Chianti. Nel mese di settembre, su idea di Valentina Galasso, comincia a lavorare a una serie di seminari sperimentali sulla composizione musicale moderna dal titolo comenasceunacanzone, che avranno inizio nel mese di novembre, riscuotendo grande apprezzamento e notevole successo.
Da questo anno fa parte come pianista degli artisti Kawai con particolare riferimento al Piano Kawai ES08.
A novembre viene invitato a Firenze dal giornalista, scrittore e critico musicale Dario Salvatori, come esperto del settore, a presentare insieme a lui il suo nuovo libro in uscita dal titolo Il Salvatori 2017. Il dizionario della canzone.